# Euomphalia
Euomphalia är ett släkte av snäckor som beskrevs av Westerlund 1889. Euomphalia ingår i familjen hedsnäckor.
Släktet innehåller bara arten Euomphalia strigella.